# George Henry Bogert

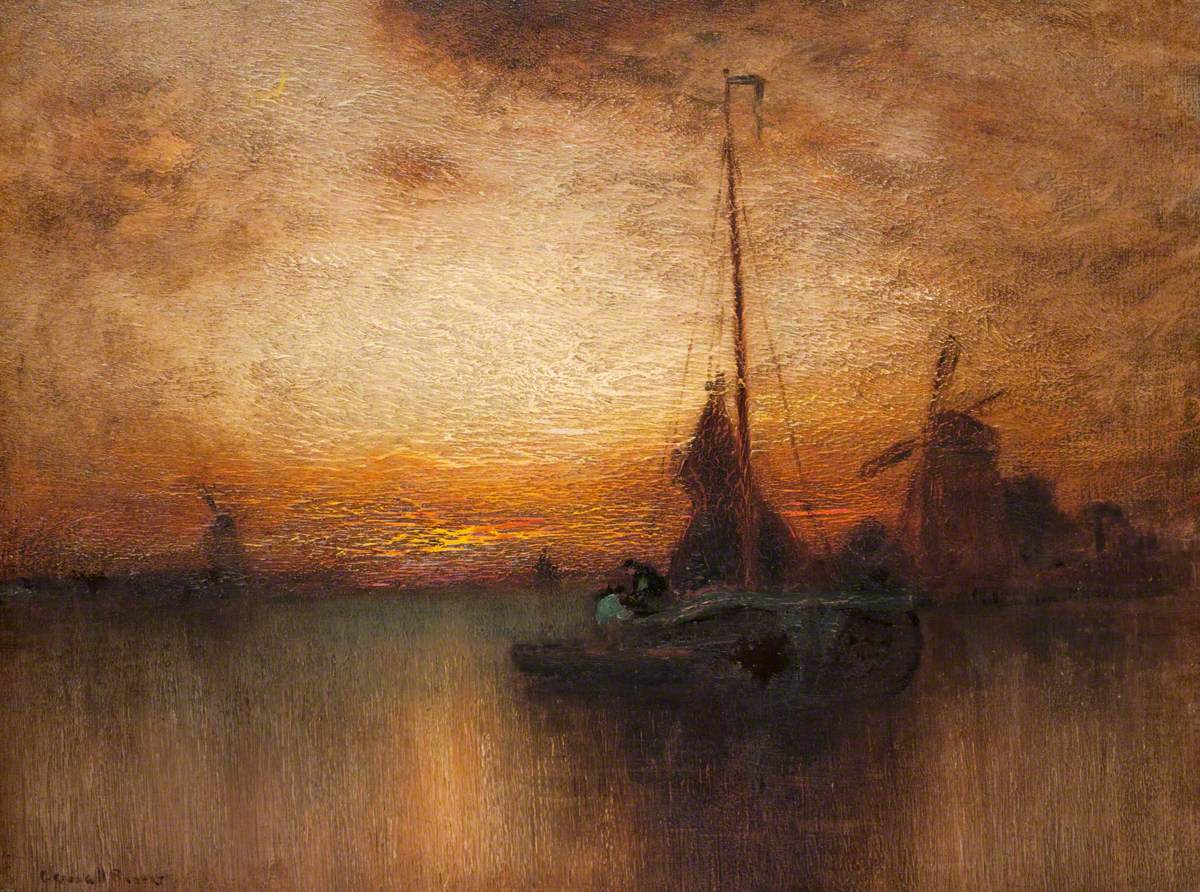
”Dutch Sunset” door George Henry Bogert.

George Henry Bogert, ook wel George Hirst Bogert (New York, 6 februari 1864 - aldaar, 13 december 1944) was een Amerikaans kunstschilder.

## Leven en werk
Bogert was de zoon van een papierfabrikant met Nederlandse roots. Hij studeerde aan The National Academy of Design en bij Thomas Eakins. In 1884 vertrok hij naar Frankrijk, waar hij te Parijs onder andere in de leer ging bij Pierre Puvis de Chavannes. In 1884 keerde hij terug naar New York en maakte vooral naam met realistische landschappen, kust- en havengezichten in een atmosferische, tonalistische stijl. Met name in de eerste jaren van de twintigste eeuw bleef hij regelmatig op en neer reizen naar Europa en schilderde onder andere met Eugène Boudin in Étaples, te Venetië, op het eiland Wight en ook in Nederland. Tussen 1911 en 1914 maakte hij deel uit van de kunstenaarskolonie in Old Lyme. 
Bogert werd meermaals onderscheiden. In 1900 won hij een bronzen medaille op de wereldtentoonstelling te Parijs, in 1901 een zilveren medaille op de Pan-Amerikaanse tentoonstelling te Buffalo en ook op de Louisiana Purchase Exposition in 1904 werd hij onderscheiden. Hij overleed in 1944 op 80-jarige leeftijd. Zijn werk bevindt zich onder andere in de collecties van het New Yorkse Metropolitan Museum of Art, de National Gallery of Art, het Museum of Fine Arts te Boston en de Smithsonian Institution te Washington D.C..